# Soletta (Svizzera)
Soletta (in tedesco Solothurn; in francese Soleure; in romancio Soloturn) è un comune svizzero di 16 777 abitanti del Canton Soletta, nel distretto di Soletta. Ha lo status di città ed è capitale del cantone e capoluogo del distretto, nel quale è l'unico comune.

## Geografia fisica
Si trova sul versante meridionale del Massiccio del Giura ed è attraversata dal fiume Aar.

## Storia
Il luogo era abitato già nel Paleolitico, come confermano vari ritrovamenti archeologici.
Il luogo in epoca romana era una stazione di posta e nodo stradale tra Aventicum e Augusta Raurica e Vindonissa. Con un ponte sul fiume Aare era un semplice vicus, fondato sotto l'impero di Tiberio intorno all'anno 20 con il nome di Salodurum. 
La più antica menzione scritta del vico salod[uro], risale al 219, incisa nel cosiddetto Eponastein.
Intorno al 330, arricchito di templi e di terme, l'insediamento divenne un castrum romano, i cui resti sono tuttora visibili in vati punti della città vecchia.
Dopo la fine dell'Impero romano il territorio dell’attuale cantone di Solothurn fece parte del regno dei Burgundi, poi, nel 532, di quello dei Franchi. 
La città entrò a far parte dell’Impero nel 1033, quando Corrado II ebbe la corona di Borgogna. Poi fu retta, fino al 1218, dai duchi di Zähringen.
Alleatasi con Berna, respinse i tentativi di conquista dei duchi di Austria nel 1318 e del conte di Kyburg nel 1382. 
Nel 1481 fu ammessa nella Confederazione svizzera. 
La città è anche conosciuta come Ambassadorenstadt, cioè città degli ambasciatori, poiché dal 1530 al 1792 è stata la sede degli ambasciatori di Francia nella Confederazione Svizzera.

## Monumenti e luoghi d'interesse

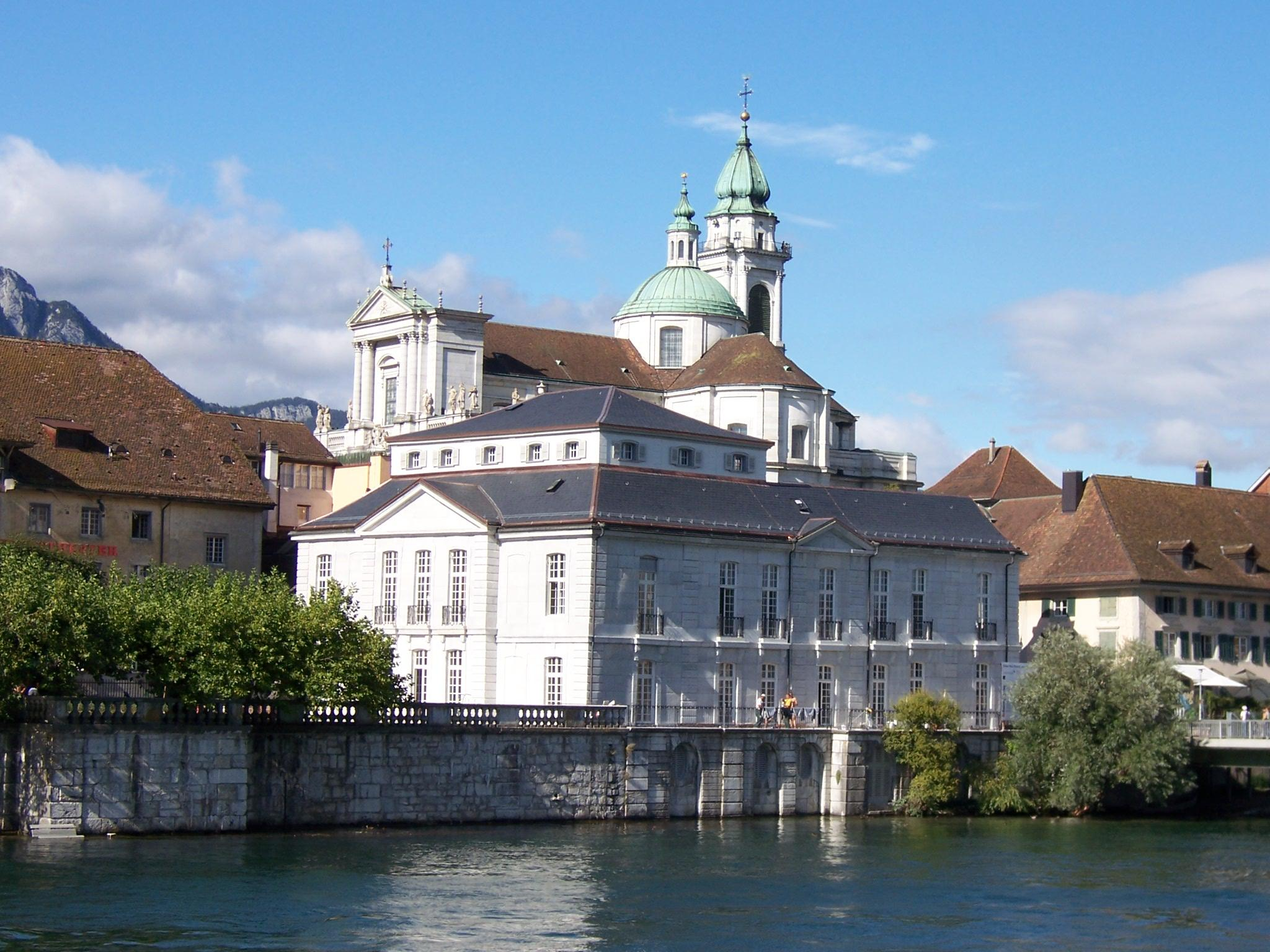
Il Palazzo Besenval e la cattedrale dei Santi Orso e Vittore

- Centro storico dall'architettura barocca
- Porta di Basilea[1]
- Porta di Bienne[6]
- Torre dell'Orologio[1], il monumento più antico della città[7], datato XIII secolo[8]
- Museo del vecchio arsenale, costruito tra il 1610 e il 1619[1]; all'interno è conservata una delle maggiori raccolte di corazze a livello europeo[9]
- Cattedrale dei Santi Orso e Vittore, costruita tra il 1763 e il 1790[1], fu cominciata dall'asconese Gaetano Matteo Pisoni e completata dal nipote Paolo Antonio Pisoni; l'interno stuccato da Francesco Pozzi di Castel San Pietro contiene un ciclo di tele di Domenico Corvi[senza fonte]
- Chiesa dei gesuiti, costruita tra il 1680 e il 1689[1]
- Landhaus, edificato nel 1722 e situato sulla riva sinistra dell'Aare, è l'antico deposito per il sale, i cereali e il vino che venivano trasportati con i battelli dalle regioni di Neuchâtel e Bienne verso Soletta[10]
- Palazzo Besenval, costruito tra il 1703 e il 1706[1]
- Municipio, costruito tra il XIII e il XIX secolo[senza fonte]

Il centro storico, dal 1972 parzialmente chiuso al traffico motorizzato, è stato costruito principalmente tra il 1530 e il 1792.

## Cultura
Le Giornate di Soletta sono il festival cinematografico più importante per il cinema svizzero.

## Infrastrutture e trasporti
I collegamenti ferroviari nazionali sono assicurati dalla stazione principale di Soletta, mentre la Westbahnhof (stazione ovest) serve solo il traffico regionale. Oltre alle Ferrovie Federali Svizzere che garantiscono il traffico nazionale, Soletta è servita dalla BLS, società ferroviaria svizzera creata nel 2006 per i collegamenti con l'Emmental e Moutier nel Giura bernese, e dalla Regionalverkehr Bern-Solothurn per i collegamenti con Berna tramite una linea della S-Bahn Bern a scartamento ridotto (1000 mm). Un'altra linea a scartamento ridotto è gestita dalla Aare Seeland mobil (ASm) tra Soletta e Niederbipp-Langenthal.
Le prime vicinanze della città si possono raggiungere con i bus della società Busbetrieb Solothurn und Umgebung (BSU).

## Amministrazione

### Gemellaggi
- Cracovia, dal 1990[11]